# (969) Leocadia
(969) Leocadia es un asteroide perteneciente al cinturón de asteroides descubierto el 5 de noviembre de 1921 por Serguéi Ivánovich Beliavski desde el observatorio de Simeiz en Crimea.
Se desconoce el origen del nombre.